# Retrato de Streatham
El retrato de " Streatham " es una pintura al óleo sobre tabla de la década de 1590 que se cree que es una copia posterior de un grabado en madera de la noble inglesa Lady Jane Grey de 1580. Muestra una representación de tres cuartos de cuerpo de una mujer joven con un vestido del período Tudor que sostiene un libro de oraciones, con la inscripción descolorida "Lady Jayne" o "Lady Iayne" en la esquina superior izquierda. Está en mal estado y dañado, como si hubiera sido atacado. Desde enero de 2015, el retrato se encuentra en la sala 3 de la National Portrait Gallery de Londres.
Se cree que la obra se completó como parte de un conjunto de pinturas de mártires protestantes. Estaba en posesión de un coleccionista en Streatham, Londres, a principios del siglo XX. En diciembre de 2005, el marchante de arte Christopher Foley examinó el retrato. Lo vio como una reproducción precisa, aunque mal ejecutada, de una pintura contemporánea de Jane, la verificó y, sobre esa base, negoció su venta. La obra fue adquirida por la National Portrait Gallery de Londres por unas 100.000 libras esterlinas. El historiador David Starkey fue muy crítico con la venta y cuestionó las identificaciones de Foley.

## Fondo
Lady Jane Grey era la bisnieta del rey Enrique VII a través de su hija menor, María, y prima hermana una vez destituida del rey Eduardo VI. Después de la muerte de Eduardo, una facción protestante la proclamó reina sobre su media hermana católica, María. Dos semanas después, Mary, con el apoyo del pueblo inglés, reclamó el trono, al que Jane renunció solo nueve días después de haber sido instalada. Jane y su marido, Lord Guildford Dudley, fueron encarcelados en la Torre de Londres acusados de alta traición. El juicio de Jane se llevó a cabo en noviembre, pero se suspendió su sentencia de muerte. En febrero de 1554, el padre de Jane, el duque de Suffolk, que había sido indultado, participó en la rebelión de Wyatt. El 12 de febrero, Mary hizo decapitar a Jane, que entonces tenía 16 años, y a su esposo; El padre de Jane corrió la misma suerte dos días después.
Jane fue una protestante devota durante la Reforma inglesa, cuando la Iglesia de Inglaterra rechazó violentamente la autoridad del Papa y la Iglesia Católica Romana . Conocida por su piedad y educación, mantuvo correspondencia con líderes protestantes en Europa continental, como Heinrich Bullinger . Una persona modesta que vestía con sencillez, sus últimas palabras antes de su ejecución se relatan como "¡Señor, en tus manos encomiendo mi espíritu!"  La ejecución de Jane por parte de una reina católica la convirtió en lo que el Oxford Dictionary of National Biography llama una "mártir protestante", y, a finales de siglo, Jane se había convertido, en palabras del historiador Eric Ives, " un icono protestante". Las representaciones de Jane en los siglos XVI y XVII, como Actes and Monuments (1563) de John Foxe, publicadas después de que la protestante Isabel I subiera al trono, "presentaban a [Jane] principalmente como una figura en una narrativa nacional sobre una nación elegida que poseía una fe protestante pura que se había alzado suprema sobre la Europa católica".
Durante mucho tiempo se creyó que el retrato de Jane, que figuraba en un inventario de 1590 pero que ahora se considera perdido, era la única monarca inglesa del siglo XVI que carecía de un retrato contemporáneo. Un retrato de Catalina Parr, la sexta y última esposa de Enrique VIII, que se identificó erróneamente como Lady Jane Grey hasta 1996, se determinó posteriormente que era de otra modelo. Otros, como La ejecución de Lady Jane Grey (1833), de Paul Delaroche, fueron creados décadas o incluso siglos después de su muerte. Como resultado, Cynthia Zarin de The New Yorker escribe, "el espacio en blanco donde debería estar el rostro [de Jane] ha hecho que sea mucho más fácil para las generaciones posteriores imprimirle sus fantasías políticas y personales".

## Descripción

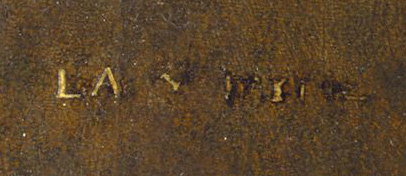
Detalle, mostrando la inscripción

El retrato de tres cuartos de longitud mide 85,6 cm × 60,3 cm (33,7 x 23,7 pulgadas) y está pintado al óleo sobre roble báltico . Una inscripción descolorida, que dice "Lady Jayne"  o "Lady Iayne", está en la esquina superior izquierda, sobre los hombros de la mujer. [lower-alpha 2] La modelo es descrita por la crítica de arte Charlotte Higgins como una mujer joven esbelta y "recatada y piadosa", y ha sido identificada tentativamente como Lady Jane Grey. Ives nota un parecido familiar entre la niñera y las hermanas de Grey, Catherine y Mary, que "puede dar apoyo conjetural" a la identificación de Grey.
La protagonista viste un suntuoso vestido rojo con mangas de trompeta vueltas hacia atrás y un volante con cuello alto bordado con la flor de lis, símbolo heráldico de la aristocracia francesa. La parte inferior de la falda lleva un estampado que se ha denominado fresas, flores de eneldo, cardos escoceses o rosas; este último era el escudo de la familia Grey. La mayor parte de su cabello pelirrojo está oculto por una capucha francesa que lleva en la cabeza. Lleva muchas joyas, entre ellas un collar con medallones y perlas. Su vestido es de seda y terciopelo, lo que contribuye a dar la impresión de que su estatus social y económico es elevado. Sin embargo, el hecho de que la modelo no lleve alianza sugiere que aún no se ha casado. En cambio, sostiene un libro de oraciones. Este tipo de vestuario fue popular durante el período Tudor, particularmente en la década de 1550, y la precisión de su representación se ha utilizado para promover la autenticidad del retrato como una representación de Jane Grey.
El historiador independiente J. Stephan Edwards escribe, sin embargo, que la flor de lis le dio que pensar ya que, antes de junio de 1553, Jane "no habría tenido derecho a los emblemas heráldicos franceses" ya que aún no era heredera del trono. . Tras el descubrimiento de un retrato inscrito de Catherine Parr, en 2014 Edwards publicó una identificación tentativa de dicha pintura como el original en el que se basó el retrato de Streatham. Escribió que la pintura de Parr había sido "adaptada para 'convertirse' en Jane Grey en ausencia de un retrato auténtico accesible" en el retrato de Streatham y similares, apoyando esto con un análisis de los estilos similares de vestimenta y joyería (incluido un collar de perlas festoneadas ).
La recepción de la pintura como obra de arte ha sido predominantemente negativa. El historiador David Starkey la describió como "una imagen terriblemente mala y no hay absolutamente ninguna razón para suponer que tiene algo que ver con Lady Jane Grey", un sentimiento que el marchante de arte Christopher Foley rechazó. Tarnya Cooper, de la National Portrait Gallery, hizo una crítica menos aguda, afirmando que "es una copia laboriosa pintada por número", y "su valor es como documento histórico más que como obra de arte". Zarin describe la pintura como blanqueada en comparación con otros retratos de monarcas, con "la cara plana de una muñeca de papel". Edwards escribe que "la calidad podría describirse como arte ingenuo, primitivo o incluso popular".

## Historia

### Producción e historia temprana

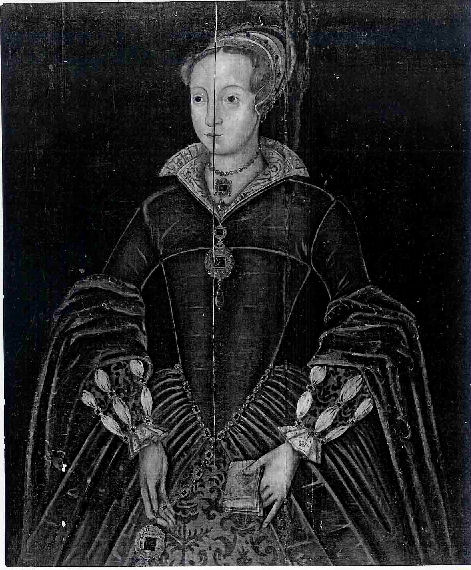
Una fotografía en blanco y negro del retrato de Houghton. Ahora en una colección privada, puede ser una copia del mismo original que el retrato de Streatham.

El retrato no tiene fecha ni atribución. Se cree que se completó en la década de 1590, unos cuarenta años después de la muerte de Jane, probablemente como una copia de un grabado en madera de Jane de 1580, dendrocronología fecha el panel de madera en c. 1593.

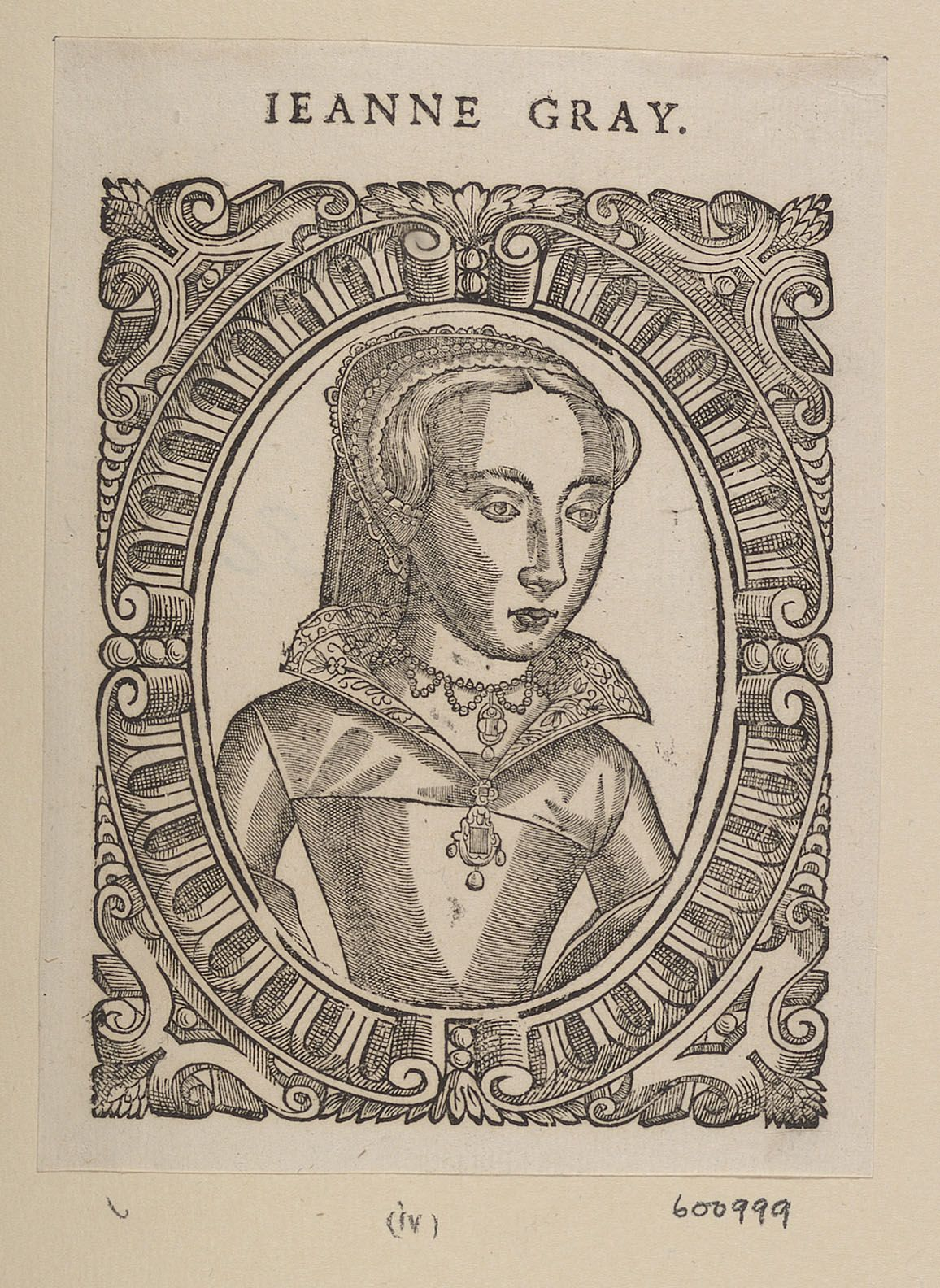
Xilografía de Jane Grey de 1580.

Otro retrato sorprendentemente similar, que representa a una mujer también acreditada como Jane. – aunque el traje difiere ligeramente – una vez fue propiedad de Richard Monckton Milnes, primer barón Houghton, pero ahora se encuentra en una colección privada no revelada. Debido a las similitudes entre las dos obras, Edwards sugiere que ambas son copias de un original perdido, quizás completado por el mismo estudio. Una tercera copia, una vez propiedad del diseñador de vestuario inglés Herbert Norris, el Retrato de Norris, se conoce a través de registros, aunque se desconoce su paradero.
El retrato de Streatham puede haber sido parte de una colección de pinturas de mártires protestantes. Los daños en la boca y los ojos de la pintura sugieren que fue objeto de vandalismo, posiblemente por un partisano católico; como los diecisiete rasguños no astillaron la pintura, este ataque probablemente no fue mucho después de la finalización del retrato. Debido a la tosquedad de la pintura, Foley sugiere que se completó apresuradamente para la familia de Jane a partir de un original que "tuvo que ser destruido porque habría sido demasiado peligroso poseer una vez que María se convirtiera en reina".

### Descubrimiento
El retrato estaba en posesión de una familia en Streatham, Londres, en el siglo XX. Durante mucho tiempo habían creído que el retrato era de Jane, y desde 1923 habían tratado de convencer a otros de su autenticidad, sin éxito. Se pasó de generación en generación. En diciembre de 2005, Sir John Guinness informó a Foley sobre la familia y su retrato. Foley visitó al propietario, con la esperanza de "ir a callar al tipo", pero al ver el trabajo en un caballete en su ático "supo que era correcto" para el período.
La identidad del modelo se ha debatido desde el descubrimiento del panel. Foley ha identificado al menos cuatro Jane Grays entre la nobleza inglesa en el momento del retrato. Sin embargo, debido a "las edades y el estado civil de los otros candidatos", Lady Jane Grey era la única opción viable; los otros eran demasiado jóvenes, ya casados y con otro apellido, o habían perdido el título. Starkey fue más reservado, argumentando que "no hay esa calidad exagerada que se obtiene con los retratos reales de la época, donde los modelos parecen como si acabaran de regresar de Asprey ", y que no había documentación de que Jane fuera dueña de las joyas que se ven en el retrato.

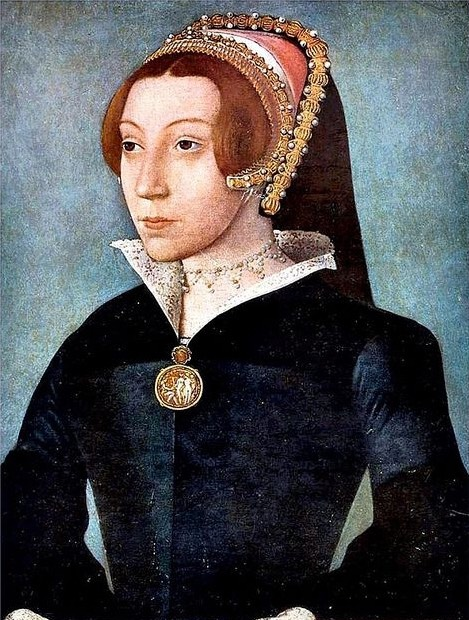
El retrato de Duckett. Posible retrato de referencia para la xilografía. Propiedad de Sir Lionel Duckett en 1580, quien estaba casado con el primo hermano de la esposa del primo hermano de Lady Jane Grey. Examinado por la Dra. Libby Sheldon, se encontró que el panel data de 1542, lo que hace plausible que el retrato haya sido pintado en 1552-153, cuando es la moda de la dama. La dama del retrato lleva el mismo collar que el del retrato de Streatham y el mismo broche que la dama de otro retrato también llamado Lady Jane Grey, en el castillo de Grimsthorpe.

Después del descubrimiento, Libby Sheldon del University College London realizó varias pruebas para verificar la edad de la pintura, incluida la espectroscopía y la microscopía láser . Se tuvo en cuenta la edad de la inscripción y se encontró que era contemporánea con el resto de la pintura. Los pigmentos, incluido un tipo de pigmento amarillo que rara vez se encuentra después de 1600, eran apropiados para el siglo XVI. análisis dendrocronológico más tarde mostró que el trabajo era demasiado tarde para ser un retrato de la vida de Jane, pero no descartó la posibilidad de reproducción.

### Galería Nacional de Retratos

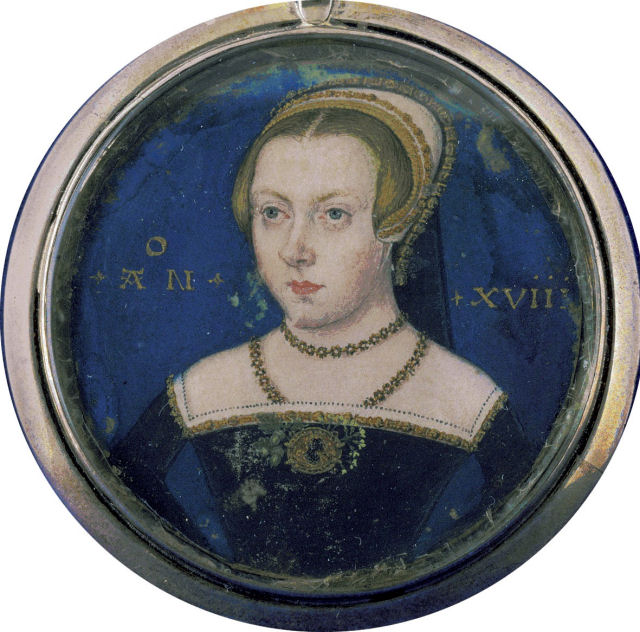
La miniatura acreditada por Starkey como un retrato de Gray.

La pintura fue comprada en 2006 por la National Portrait Gallery de Londres, con fondos recaudados a través de su gala del 150 aniversario, después de más de nueve meses de consideración. Se rumoreaba que el costo superaba las 100.000 libras esterlinas, aunque Zarin da un precio de 95.000 libras esterlinas. La adquisición fue criticada por Starkey, quien dijo, "si la Galería Nacional de Retratos tiene dinero público para gastar, que así sea... [la decisión] depende de meras habladurías y tradiciones, y no es lo suficientemente buena". . Foley respondió: "The evidence has been supported by people who know far more about the science of painting than David Starkey. I don't know what his problem is – is it because he didn't find it?" 
En privado, Starkey actuó en nombre de la Galería Philip Mould y examinó otro retrato que se cree que es de Jane, en poder del Centro de Arte Británico de Yale . Este 2 centímetros (0,8 plg) la miniatura había sido identificada como Isabel I durante una exposición de 1983 en el Victoria and Albert Museum ; Starkey, sin embargo, estaba "90 por ciento seguro" de que representaba a Jane. Después de la exposición Lost Faces de marzo de 2007, cuando se exhibió la miniatura después de un reciente resurgimiento del interés por Jane, Foley publicó una larga carta desafiando el juicio de Starkey. Citó el broche y el emblema de la niñera como indicativos de que ella no era Jane Grey.
El retrato de Streatham lleva el número de acceso NPG 6804 y se considera parte de la colección principal de la galería. Desde enero de 2007 hasta principios de 2010 estuvo expuesta en la Galería Tudor. A principios de 2013, la pintura se colgó en la Sala 2 del puesto regional de la galería en Montacute House en Somerset, como parte de una exposición de retratos de la era Tudor.